# Marian Dederko

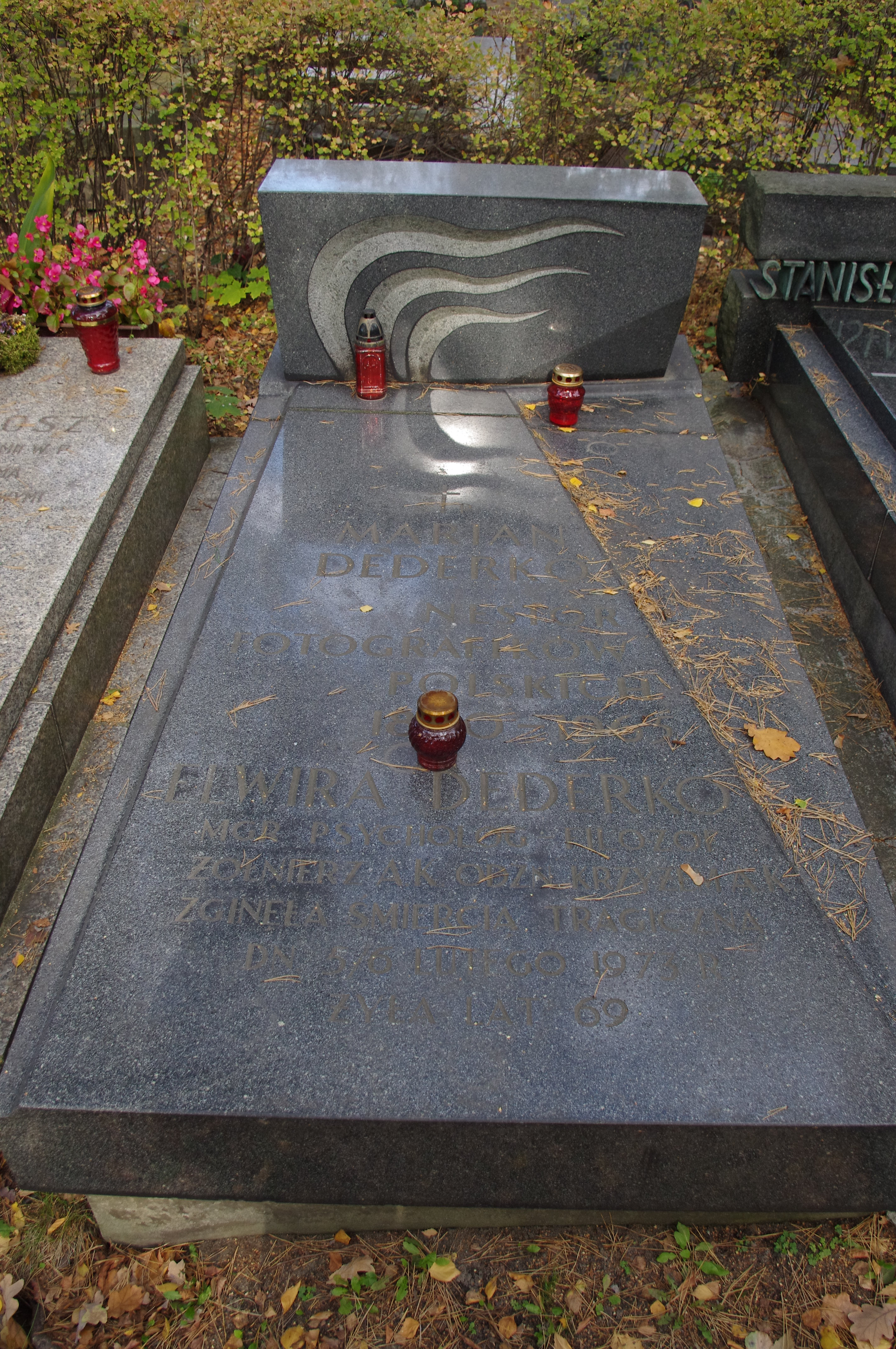
Grób Mariana Dederki na cmentarzu Wojskowym na Powązkach w Warszawie

Marian Dederko herbu własnego (ur. 29 lutego 1880 w Puzelach, zm. 8 lipca 1965 w Warszawie) – polski artysta fotografik, wynalazca techniki fotonitu.

## Życiorys
Urodził się 29 lutego 1880 w rodzinie Dederków herbu własnego. Był synem Sotera Dederki, ziemianina, powstańca 1863.
Pierwszy raz zapoznał się z aparatem fotograficznym w wieku 13 lat. W warunkach wiejskich musiał nauczyć się samodzielnej obróbki fotochemicznej. Po zdaniu matury rozpoczął studia elektrotechniczne na Politechnice Warszawskiej. W roku 1905 został relegowany za nielegalną działalność i musiał przenieść się do Siedlec. Kontynuował i ukończył studia w dziedzinie elektrotechniki na politechnice w Liège. Powrócił do kraju i zajął się gospodarowaniem w majątku żony pod Białymstokiem. W dalszym ciągu zajmował się po amatorsku fotografią.
Spotkanie z Janem Bułhakiem zdecydowało o przyszłości Mariana Dederki. Odwiedził Bułhaka w Wilnie i pokazał mu swoje fotografie portretowe. Zachęcony przez niego, zajął się Dederko techniką gumową, polegającą na tworzeniu pozytywów na papierze pokrytym gumą arabską z pigmentami i dwuchromianem potasu. Po naświetleniu, zgarbowaniu i wypłukaniu powstawał obraz nie przypominający fotografii, a raczej odbitkę litograficzną. Eksperymentował z różnymi technikami pozytywowymi – poza gumą uprawiał techniki: bromolej i przetłok.
W 1920 Marian Dederko przeniósł się na stałe do Warszawy i otworzył zakład fotograficzny przy ulicy Wiejskiej 2. W pracy pomagał mu 16-letni syn Witold, który zajął się retuszem. W tym czasie Marian Dederko wynalazł technikę nazwana fotonitem. Polegała ona na bardzo daleko posuniętym retuszu pozytywu, a następnie na reprodukcji tego pozytywu i sporządzeniu z kontrnegatywu nowej kopii. Technika fotonitu stała się przedmiotem sporów, jedni zachwycali się śmiałością przekształceń obrazu, drudzy zarzucali zatracenie charakteru obrazu fotograficznego.
Był członkiem Polskiego Towarzystwa Miłośników Fotografii w Warszawie. W roku 1924 Dederko pokazał swoje prace w technice gumowej na wystawie warszawskiego cechu fotografów. W latach 1929–1938 Dederko pracował w firmie Kodak, nie przerywając pracy twórczej. W 1930 powołany na członka Kapituły Seniorów Fotoklubu Polskiego. Był członkiem rzeczywistym Polskiego Towarzystwa Fotograficznego, w którym (od 1937) pełnił funkcję prezesa Zarządu PTF. W latach 1938–1939 był członkiem Fotoklubu Warszawskiego.
Po wojnie Dederko został w roku 1947 współzałożycielem Związku Polskich Artystów Fotografików (legitymacja nr 3). Mimo podeszłego wieku w czwartkowe wieczory uczestniczył w spotkaniach ZPAF przy ul. Śniadeckich. Prowadził zajęcia w warszawskim Technikum Fotograficznym.
Był mężem Janiny Rozalii z Sakowiczów, ojcem Witolda Dederki.
Zmarł w Warszawie. Pochowany na cmentarzu Powązki Wojskowe w Warszawie (kwatera 2C-6-11).

## Ordery i odznaczenia
- Złoty Krzyż Zasługi (31 stycznia 1939)[3]
- Medal 10-lecia Polski Ludowej (19 stycznia 1955)[4]

## Wystawy indywidualne (wybór)
- W latach 1922–1939 cztery ekspozycje indywidualne w kraju oraz „Wystawa Fotografii” w Paryżu (1929)
- W latach 1945–1964 (wspólnie z synem Witoldem) 18 wystaw indywidualnych w Polsce
- 1980: „Cztery pokolenia Dederków” – Stara Galeria ZPAF, Warszawa
- 1981: „Cztery pokolenia Dederków” – Miejski Ośrodek Kultury, Siedlce

## Wystawy zbiorowe (wybór)
- W latach 1922–1939 udział w 30 wystawach fotografii w Polsce
- 1983: Udział w wystawie „Pròsences Polonaise” – Centre Georges Pompidou, Paryż